# Balthasar Bekker

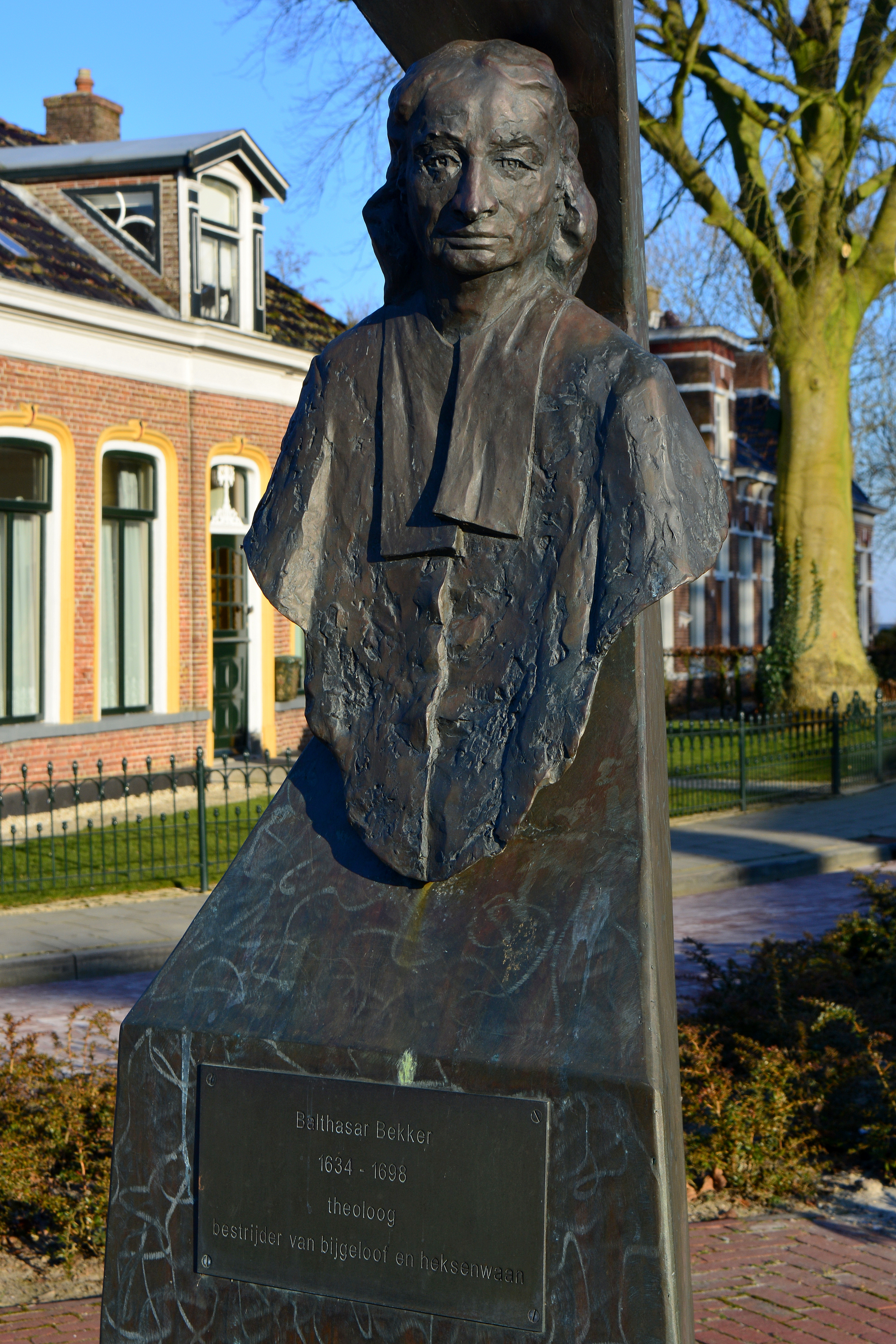
Monument voor Balthasar Bekker in Metslawier

Balthasar Bekker (Metslawier, 20 maart 1634 – Amsterdam, 11 juni 1698) was een Nederlands predikant en theoloog, een bestrijder van bijgeloof en een van de voorlopers van de Verlichting. Zijn grote verdienste was het wijzen op passages in de Bijbel met aanpassingen aan de heersende en antieke denkbeelden alsook zijn strijd tegen de heksenvervolgingen.

## Levensloop
Balthasar Bekker was de zoon van de uit het Duitse Bielefeld afkomstige predikant Henricus Bekker. Hij studeerde in Groningen bij de beroemde hoogleraar Oosterse talen Jacob Alting en aan de Universiteit van Franeker. Na twee jaar kon hij tot zijn vreugde de functie als rector van de Latijnse school opgeven, toen hij werd beroepen naar Oosterlittens (1657). Nieuw was dat hij daar op zondagmiddag preekte. Hij promoveerde in 1665 in de theologie en schreef verschillende catechisatieboekjes. In 1666 werd hij beroepen naar Franeker.
Bekker was een aanhanger van René Descartes en begon aan alles te twijfelen. Hij geloofde niet in zielsverhuizing en was het niet eens met Thomas van Aquino, die het geloof in andere geesten, afgezien van God, ook redelijk vond. Ook Aristoteles had niet zijn voorkeur als filosoof. Er ontstond in 1670 een heftige strijd naar aanleiding van zijn boek De Vaste Spijse der Volmaakten, dat "... zelfs 'lands regering het nodig achtte zich ermee te bemoeien". In 1672 werd hij door de Synode van socinianisme vrijgesproken.
In 1674 vertrok hij naar Loenen, twee jaar later naar Weesp. Bekker was vervolgens legerpredikant en kreeg vanaf 1 januari 1680 een aanstelling in Amsterdam. Bekker woonde op de Prinsengracht, tegenover de Noorderkerk. In 1683 reisde hij twee maanden door Engeland en Frankrijk en bezocht Cambridge, Oxford, Parijs en Leuven. Bekker had grote belangstelling voor vestingbouw en wiskunde en had oog voor sociale verhoudingen. Zijn gezelschap reisde naar Versailles, toen het paleis nog in aanbouw was en zag Lodewijk XIV eerst ter jacht en later aan tafel gaan.
In het boek Ondersoek van de betekening der Cometen, bij van degene, die in de jaren 1680, 1681 en 1682 geschenen hebben, verkondigde hij, nadat gedurende twee maanden in bijna heel Europa een komeet te zien was geweest, de mening dat kometen geen rampen aankondigden. Hij werd fel bestreden en door collega's aangevallen. In 1688 schreef hij zijn veel geprezen Verklaring over de voorzeggingen van Daniël waarin hij de droom van Nebukadnezar als onderwerp behandelde. In 1689 examineerde hij in opdracht van de Sociëteit van Suriname een tweetal dominees voordat ze werden uitgezonden.

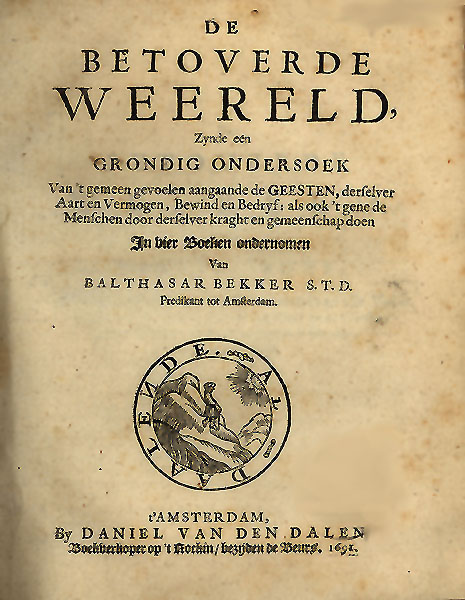
Titelblad van De betoverde weereld

In 1691 schreef Bekker een bestseller De betoverde weereld. Hierin verzette hij zich krachtig tegen de bul Summis desiderantes affectibus, in 1484 uitgevaardigd door paus Innocentius VIII en het bestaan van heksen, spoken en duivels. Hij trok van leer tegen het idee van bezetenheid door de duivel - afkomstig van Plato en Hippocrates - een destijds revolutionaire gedachte. Ook het bestaan van de duivel zelf trok hij in twijfel. Tovenarij was voor Bekker een onuitputtelijke bron van humor en spot. De verschijning van het boek leidde tot veel opschudding in de Republiek. In twee maanden tijd werden 4.000 exemplaren verkocht. Er verschenen tweehonderd boeken en pamfletten, waarvan slechts drie in het Latijn, wat erop wijst dat er onder een breed publiek belangstelling voor bestond. In 1693 verscheen een Duitse, in 1694 een Franse en in 1695 een Engelse vertaling.
Zijn opvattingen brachten hem in conflict met kerkelijke autoriteiten. Het werd hem onmogelijk gemaakt te preken. Bekker werd in 1692 uitgesloten van het Avondmaal en afgezet als predikant. Hij behield zijn traktement; waarschijnlijk omdat hij de bescherming genoot van de Amsterdamse burgemeesters Nicolaes Witsen en Johannes Hudde. Erich Walten, een uit Hamm afkomstige student en meesterlijk pamfletschrijver, verdedigde hem, maar ook Romeyn de Hooghe. Walten werd opgesloten in de Gevangenpoort in Den Haag en pleegde mogelijk zelfmoord. Bekker woonde een aantal jaren bij zijn zoon op de Hinnema State, iets ten oosten van Jelsum. Balthasar Bekker deed nog enkele pogingen toegelaten te worden tot het avondmaal, zowel in Jelsum als in Weesp.
Balthasar stierf in Amsterdam, maar ligt begraven in het familiegraf van zijn tweede vrouw Froukje in de dorpskerk van Jelsum. Met haar broers Bernardus en Franciscus Fullenius, respectievelijk hoogleraar wiskunde, landmeetkunde en vestingbouw aan de Universiteit van Franeker en burgemeester van Franeker deelde Bekker veel interesses. Johannes Hendricus, zijn zoon, schreef een boekje over het sterfbed van zijn vader, die aan de pleuris overleed. Naar aanleiding van zijn dood verscheen een bijtend grafschrift, uit het Frans vertaald: Om de duivel te vergeten, Balthasar, zo moet je weten, dat ik, in plat Hollands, zeg: Bekker, houd je bakhuis weg.
Een maand na zijn dood werd hij toegelaten als lid van de Royal Society, na op 18 mei te zijn voorgedragen.
De betoverde weereld heeft meer dan een eeuw de gemoederen beziggehouden. Het werk gaf de aanzet tot de afschaffing van de heksenvervolgingen. Niet minder heeft Bekker ertoe bijgedragen dat men de bewoners van de dolhuizen niet als bezetenen, maar als zieken ging beschouwen. In 2002 is er van hem een standbeeld geplaatst in het centrum van Metslawier.